# Aquarium, musée et zoo des Bermudes
 (juillet 2019).
L'Aquarium, musée et zoo des Bermudes (en anglais : Bermuda Aquarium, Museum and Zoo, BAMZ) est un établissement zoologique situé à Flatts Village, aux Bermudes, à environ 1 100 km à l'est des États-Unis et au centre géographique des Bermudes. Il est créé en 1926 par le gouvernement des Bermudes dans le but de développer une industrie du tourisme en pleine croissance tout en ayant comme objectif la protection des environnements insulaires. L'installation se concentre sur la présentation des espèces insulaires océaniques et sur la conservation, l'éducation et la recherche liées à ces espèces, et comprend un aquarium, un musée d'histoire naturelle et un zoo.
L'aide à cette institution provient principalement de la Bermuda Zoological Society (BZS) et du Atlantic Conservation Partnership (ACP), tous deux soutenus principalement par des dons et des adhésions.
Le zoo est accrédité par l'Association des zoos et aquariums depuis 1993 et participe à quatre programmes américain pour les espèces menacées depuis 2009.

## Historique
Depuis son ouverture en 1926 jusqu'en 1978, BAMZ était uniquement soutenu par le gouvernement des Bermudes. En 1978, la Bermuda Zoological Society (BZS) est alors créée dans le but spécifique de soutenir BAMZ. En 2009, BZS comptait 15 % de membres sur l'île, ainsi que des entreprises sponsors. Le gouvernement des Bermudes fournit une assistance pour les besoins opérationnels du zoo, tandis que le BZS soutient les développements en cours et les programmes d'éducation et de recherche, et organise des événements spéciaux et des expositions.
En 1991 et 1992, une importante campagne de financement permet de recueillir trois millions de dollars pour la construction de l’exposition North Rock, de l’exposition Australasia et de l’exposition des Caraïbes. Le gouvernement des Bermudes a alloué ce financement pour créer de nouveaux réservoirs d'eau de mer, de nouvelles infrastructures et un nouveau bâtiment Education / Administration.
Atlantic Conservation Partnership (ACP), une organisation américaine à but non lucratif, a été créée en 1994. L'ACP est soutenue par des donateurs et dont l'objectif est de promouvoir la connaissance et la conservation des environnements insulaires. C'est maintenant l'une des deux principales organisations de soutien de BAMZ.
En 1997 et 1998, le BZS a réuni suffisamment de fonds pour se doter d'un responsable de l’éducation à plein temps.
Le naturaliste bermudien Louis L. Mowbray fut directeur de cet aquarium de 1928 à 1944. Son fils Louis lui succéda en 1944.

## Expositions et autres installations
L'Aquarium se trouve juste à l'intérieur du bâtiment principal et contient plus de 200 espèces de poissons et d'invertébrés présentés dans de nombreuses expositions naturalistes. La plus grande exposition est North Rock, qui est une réplique vivante de North Rock. Le vrai North Rock fait partie du système Rim Reef, la chaîne de récifs coralliens la plus septentrionale au monde.
Le musée d'histoire naturelle retrace la formation géologique et le développement écologique de l'île, soulignant son rôle dans la migration de nombreuses espèces d'oiseaux et d'animaux marins.
Les phoques et les tortues vertes sont situés dans des endroits en plein air à droite et à gauche de l'entrée principale.
La volière sud-américaine est l'une des plus anciennes expositions de l'établissement. Les visiteurs peuvent se promener dans la volière pour voir de nombreuses espèces d'oiseaux exotiques originaires des tropiques.
L'exposition Caribbean Pink Flamingos montre des flamants roses dans un lac naturel en plein air.
L'exposition Islands of the Caribbean présente des animaux des Caraïbes dans de grandes cages dans lesquelles les animaux sont autorisés à se déplacer librement. Les visiteurs sont confinés sur un sentier, mais peuvent voir les animaux de près et dans leur habitat naturel.
L'exposition Islands of Australasia est une grande exposition intérieure qui présente des animaux d'Australie et d'Asie.
L'exposition Friends of Madagascar présente des animaux de Madagascar, dont la plupart ne peuvent être trouvés que sur cette île car ils se sont développés de façon isolé sur l'une des plus grandes îles du monde.
L'exposition Local Tails présente des animaux originaires des Bermudes ou ayant été introduits sur les îles bermudiennes et permet aux visiteurs de toucher les animaux.

## Conservation
Depuis 2009, le BAMZ participe à quatre programmes américain pour les espèces menacées : le tamarin-lion doré, le dendrolague de Matschie, la loutre cendrée et le lémur catta. En outre, il fait partie du programme de gestion de la population d'un certain nombre d'autres espèces : la tortue des Galapagos, la tortue trachemys decorata, le phoque commun, le wallaby de Parma, l'écureuil de Prévost, le wallaby à cou rouge, la spatule rosée et l'ibis rouge.

## Futur
La deuxième campagne de capitalisation pluriannuelle de l'établissement a été lancée en 2005, son plus grand projet étant un pavillon ultramoderne de protection des animaux à 2,7 millions de dollars. En 2009, 6,7 millions de dollars avaient été donnés par des particuliers, des sociétés et des organisations (pour un objectif de 8,0 millions de dollars), et le gouvernement des Bermudes a annoncé une contribution supplémentaire de 2,136 millions de dollars. Le pavillon de protection des animaux sera au centre du zoo à côté d'une nouvelle exposition sur l'île de Madagascar.
En plus du nouveau pavillon de protection des animaux, la campagne de financement permettra d'augmenter le fonds d'éducation existant, créer un fonds de conservation, rénover l'entrée principale et améliorer le flux des visiteurs.
En dehors de la collecte de fonds, le gouvernement des Bermudes a annoncé une contribution supplémentaire de 700 000 dollars pour la mise à jour générale des expositions.